# Jules Limbourg
Jules Limbourg (12 mei 1918) is een Belgische voormalige atleet, die gespecialiseerd was in de lange afstand en het veldlopen. Hij veroverde één Belgische titel.

## Biografie
Limbourg nam in 1952 deel aan de Landencross in Hamilton. Met zijn drieëndertigste plaats had hij een aandeel in de tweede plaats van het Belgische team in het landenklassement. In  1955 veroverde hij de Belgische titel op de marathon. Hij was aangesloten bij Union Sint-Gillis.

## Belgische kampioenschappen
| onderdeel | jaar |
| --------- | ---- |
| marathon  | 1955 |

## Persoonlijk record
| Onderdeel | Prestatie | Datum        | Plaats |
| --------- | --------- | ------------ | ------ |
| marathon  | 2:33.20   | 14 juni 1952 | Gent   |

## Palmares

### marathon
- 1952: 4e BK AC (Waregem - Gent) - 2:33.20
- 1955:  BK AC (Bosvoorde - Stokkel) - 2:44.47

### veldlopen
- 1952: 33e Landencross in Hamilton
- 1952:  landenklassement Landencross